# Blanche van Frankrijk (1313-1358)
Blanche van Frankrijk (circa 1313 - Longchamp (abdij, Parijs), 26 april 1358) was een Franse prinses en kloosterzuster. Ze behoorde tot het huis Capet.

## Levensloop
Blanche was een dochter van koning Filips V van Frankrijk uit diens huwelijk met gravin Johanna II van Bourgondië.
Rond haar zevende besliste haar moeder dat Blanche een kloosterleven zou volgen. Ze werd naar de Abdij van Longchamp gestuurd en trok daar het habijt van de Franciscanen aan. Het was evenwel geen gemakkelijke beslissing voor haar moeder, die ervoor zorgde dat ze verschillende dispensaties kreeg om haar dochter te mogen bezoeken en zo haar harde kloosterleven wat te verlichten. Omdat ze Blanche te vaak bezocht, kreeg haar moeder later een waarschuwing van de paus.
Verondersteld wordt dat Blanche op een bepaald moment een rijkelijk gedecoreerde Franciscaanse brevier bezat, het oudst bekende werk van Jean Pucelle. Ze stierf in april 1358 en werd bijgezet in de Cordelierskerk in Parijs.